# 紫菱洲
紫菱洲，小说《红楼梦》大观园中的一处景观，位于西路，潇湘馆以西，系临水半岛，岛上有院落缀锦楼，贾迎春在此居住。邢岫烟来大观园时也住于此。贾迎春出嫁后，宝玉常来此徘徊。